# Liste der Naturschutzgebiete im Rhein-Erft-Kreis
Die Liste der Naturschutzgebiete im Rhein-Erft-Kreis enthält die Naturschutzgebiete des Landkreises Rhein-Erft-Kreis in Nordrhein-Westfalen.

## Liste
Nach Schlüsselnummer sortiert:
| Schlüsselnr. | Gemeinde                   | Gebietsname                                                                                | Fläche in ha | Bild |
| ------------ | -------------------------- | ------------------------------------------------------------------------------------------ | ------------ | ---- |
| BM-001       | Erftstadt                  | Schlosspark Gracht                                                                         | 11,52        |      |
| BM-002       | Brühl                      | Brühler Schlosspark                                                                        | 47,52        |      |
| BM-003       | Kerpen                     | Kerpener Bruch sowie die südlich angrenzenden Freiflächen und ehemalige Abgrabungsbereiche | 205,36       |      |
| BM-004       | Kerpen                     | Parrig                                                                                     | 190,84       |      |
| BM-005       | Wesseling                  | Entenfang Wesseling                                                                        | 16,17        |      |
| BM-006       | Brühl                      | Franziskussee                                                                              | 27,86        |      |
| BM-007       | Erftstadt                  | Friesheimer Busch                                                                          | 87,01        |      |
| BM-008       | Erftstadt                  | Wäldchen an Gut Neuheim                                                                    | 7,16         |      |
| BM-009       | Frechen                    | Fürstenberg-Maar                                                                           | 19,78        |      |
| BM-011       | Bergheim                   | Quellgebiet Glessener Bach                                                                 | 19,04        |      |
| BM-012       | Hürth                      | Waldseenbereich Theresia                                                                   | 41,02        |      |
| BM-013       | Bedburg                    | Rübenbüsch                                                                                 | 3,17         |      |
| BM-015       | Bergheim, Frechen, Pulheim | Königsdorfer Forst                                                                         | 328,54       |      |
| BM-016       | Erftstadt                  | Forellenteich                                                                              | 6,96         |      |
| BM-017       | Erftstadt                  | Binsenweiher                                                                               | 8,36         |      |
| BM-018       | Brühl                      | Am Schnorrenberg                                                                           | 9,38         |      |
| BM-019       | Hürth                      | Nordfeldweiher                                                                             | 22,96        |      |
| BM-020       | Erftstadt                  | Am Karauschenweiher                                                                        | 6,92         |      |
| BM-021       | Brühl                      | Entenweiher                                                                                | 11,41        |      |
| BM-022       | Brühl                      | Zwillingssee                                                                               | 8,49         |      |
| BM-023       | Brühl                      | Ententeich                                                                                 | 12,41        |      |
| BM-024       | Brühl                      | Berggeistweiher                                                                            | 3,67         |      |
| BM-025       | Brühl                      | Falkenluster Allee und Schloss Falkenlust                                                  | 14,70        |      |
| BM-026       | Kerpen                     | Bürgewald Blatzheimer Bürge                                                                | 85,44        |      |
| BM-027       | Kerpen                     | Kiesgrube Steinheide                                                                       | 17,92        |      |
| BM-028       | Elsdorf, Kerpen            | Bürgewald Steinheide                                                                       | 192,28       |      |
| BM-029       | Kerpen                     | Bürgewald Dickbusch und Lörsfelder Busch                                                   | 290,56       |      |
| BM-030       | Bergheim                   | Wald und Wiesenflächen zwischen Schloss Frens und Pliesmühle                               | 42,19        |      |
| BM-032       | Pulheim                    | Orrer Wald und Große Laache                                                                | 59,99        |      |
| BM-033       | Kerpen                     | Waldflächen an Burg Hemmersbach                                                            | 12,97        |      |
| BM-034       | Kerpen                     | Stadtwald Horrem                                                                           | 17,78        |      |
| BM-035       | Brühl, Erftstadt           | Altwald Ville                                                                              | 66,18        |      |
| BM-036       | Brühl, Erftstadt           | Villewälder bei Bornheim                                                                   | 49,55        |      |
| BM-037       | Brühl, Erftstadt           | Ober-, Mittel- und Untersee in der Ville-Seenkette                                         | 58,14        |      |
| BM-038       | Brühl                      | Heider Bergsee und Schluchtsee in Ville-Seenkette                                          | 25,76        |      |
| BM-039       | Hürth                      | Teilfläche des Nordhangs im Restfeld Vereinigte Ville                                      | 2,42         |      |
| BM-040       | Bedburg                    | Ehemalige Klärteiche Bedburg                                                               | 26,34        |      |
| BM-041       | Bedburg                    | Erft zwischen Bergheim und Bedburg                                                         | 41,80        |      |
| BM-042       | Kerpen                     | Kiesgrube Am Buchenhof                                                                     | 4,45         |      |
| BM-043       | Erftstadt                  | Ehemaliges Munitionsdepot im Friesheimer Busch                                             | 52,00        |      |
| BM-044       | Kerpen                     | Ehemalige Kiesgrube bei Türnich                                                            | 15,35        |      |
| BM-045       | Frechen                    | Boisdorfer See und Fürstenberggraben                                                       | 132,22       |      |
| BM-046       | Kerpen                     | Kernzone Erftaue Gymnich                                                                   | 135,49       |      |
| BM-047       | Pulheim, Bergheim          | Kernzone Ommelstal                                                                         | 14,34        |      |